# Медаль «За храбрость» (Чехословакия)
Медаль «За храбрость» (чеш.  Vyznamenání Za statečnost), государственная награда Чехословацкой Социалистической Республики.

## История
Медаль «За храбрость» учреждена на основании Указа от 3 апреля 1951 года за № 30/1951, которым в том числе были учреждены ещё ряд наград, в том числе положение о Почётном звании «Герой Социалистического труда».

## Положение
Медаль «За храбрость» вручается гражданам за храбрость и самоотверженность, проявленные в борьбе против диверсантов и прочих врагов государства или при защите неприкосновенности государственных границ, или иного проявления гражданского выдающегося мужества и отваги.
Награждённому помимо медали вручается диплом и удостоверение.
Медаль может вручаться посмертно.
Медаль «За храбрость» носится на левой стороне груди.
Для повседневного ношения предусмотрена планка, обтянутая лентой цветов медали.

## Описание медали
Медаль изготавливается из серебра и имеет форму круга диаметром 33 мм.
На аверсе медали изображение двух ветвей лавра и липы, связанных лентой с надписью «Za statečnost» (За храбрость). С боку от композиции аббревиатура: 
- до 1960 года – «ČSR» (Чехословацкая Республика);
- после 1960 года – «ČSSR» (Чехословацкая Социалистическая Республика).

На реверсе медали по окружности расположены ветви лавра и липы. В центре – выбитый порядковый номер медали.
Медаль при помощи серебряного кольца подвешена к ленте 38 мм в ширину и 55 мм в длину тёмного синего цвета с 9 мм полоской в середине государственных цветов.